# واين سيمونز
واين سيمونز (بالإنجليزية: Wayne Simmons)‏ هو لاعب كرة قدم أمريكية أمريكي، ولد في 15 ديسمبر 1969 في هيلتون هيد أيلاند في الولايات المتحدة، وتوفي في 23 أغسطس 2002 في كانساس سيتي في الولايات المتحدة.

## وصلات خارجية
- واين سيمونز على موقع مرجع كرة القدم المحترفة.كوم (الإنجليزية)